# マリオ・ロンドン
マリオ・ジュニオール・ロンドン・フェルナンデス（Mario Junior Rondón Fernández スペイン語発音: [ˈmaɾjo ronˈdon]、1986年3月26日 - ）は、ベネズエラとポルトガルの元サッカー選手。元ベネズエラ代表。現役時代のポジションはFW。

## クラブ歴
カラカスで生まれカラカスFCのユースに在籍した。18歳でポルトガルに渡り、ADポンタッソレンセの下部組織からトップチームに昇格した。2009年夏にFCパソス・デ・フェレイラに移籍しプリメイラ・リーガ初出場。2010年にリーガ・デ・オンラのSCベイラ・マルにレンタル移籍した。2010-11シーズン初めにパソス・デ・フェレイラに復帰、第一節・8月14日のスポルティング・クルーベ・デ・ポルトゥガル戦で初得点、その後もリーグで8点を、タッサ・ダ・リーガで4点を獲得しクラブ得点王に輝き、またカップを決勝進出まで導く活躍を見せた。
2011年7月14日にCDナシオナルに5年契約で移籍したが、その移籍金は明らかになっていない。2013-14シーズンは30試合で12得点とキャリア史上最多得点を記録し、UEFAヨーロッパリーグ 2014-15の予選でも活躍した。
2015年2月28日に中国サッカー・スーパーリーグの石家荘永昌に移籍。3月9日の広州恒大戦で初得点。

## 代表歴
マデイラ諸島代表での出場経験があるが、これは国際サッカー連盟や各大陸のサッカー連盟に加盟していない。だがNF-Boardに加盟している。
ベネズエラ代表で初出場したのは2011年3月25日のジャマイカ代表戦で78分にアレハンドロ・モレノとの交代での途中出場であった。初得点は2014年9月5日の韓国代表戦であった。

## 個人成績
代表での得点一覧
| # | 日附          | 場所                                     | 対戦相手 | 得点 | 結果 | 大会                              |
| - | ------------- | ---------------------------------------- | -------- | ---- | ---- | --------------------------------- |
| 1 | 2014年9月5日  | 京畿道富川市富川総合運動場               | 韓国     | 1–0  | 1–3  | 親善試合                          |
| 2 | 2014年9月9日  | 神奈川県横浜市横浜国際総合競技場         | 日本     | 1–1  | 2–2  | 親善試合                          |
| 3 | 2015年9月12日 | ラパス・エスタディオ・エルナンド・シレス | ボリビア | 1–2  | 2–4  | 2018 FIFAワールドカップ・南米予選 |